# Riserva di Gadabédji
La riserva faunistica integrale di Gadabédji (Réserve totale de faune de Gadabédji) è una riserva naturale nella parte centrale del Niger. È una riserva faunistica di categoria IV che ricopre una superficie di 760 km² nell'estremità settentrionale della regione di Maradi, pochi chilometri a nord della città di Dakoro, e a sud del confine con la regione di Agadez. Venne istituita nel 1955 per proteggere le orici dalle corna a sciabola (oggi estinte nel Paese) e le gazzelle, ed è l'unica riserva del Niger che comprende ambienti caratteristici sia della zona del Sahel che del Sahara. È stata riconosciuta riserva della biosfera dall'UNESCO nel 2017 e figura tra i siti candidati a patrimonio dell'umanità.

## Geografia
La riserva di Gadabédji è situata nel nord del dipartimento di Dakoro, alle porte del deserto del Sahara. Il clima è di tipo saheliano, con due stagioni ben distinte: una stagione secca da ottobre a maggio e una stagione delle piogge da giugno a settembre. La rete idrografica è costituita da diverse pozze temporanee situate nella parte centrale della riserva. In termini di infrastrutture, 150 pozzi cementati circondano la riserva su entrambi i lati.

## Flora
Ai margini della riserva, le poche piante erbacee rimaste sono costituite da Panicum turgidum, Aristida mutabilis e Leptadenia pyrotechnica, e quelle legnose da Boscia senegalensis e Capparis corymbosa.
Nella parte centrale, vi è una copertura vegetale piuttosto degradata, con un tasso di copertura, in alcuni punti, dell'1-2%. Le specie vegetali qui presenti sono Commiphora africana, Acacia tortilis, Balanites aegyptiaca, Ziziphus mucronata e Acacia ehrenbergiana. Il tappeto erbaceo è costituito da Zornia glochidiata, Aristida sp., Schoenepheldia gracilis, Cenchrus biflorus, ecc.
La terza zona ecologica è costituita da foreste a galleria (tasso di copertura del 60%) concentrate qua e là nelle depressioni che si trasformano in pozze temporanee durante la stagione delle piogge; la loro ossatura floristica è costituita da boschetti puri di Balanites aegyptiaca, Sclerocarya birrea, Commiphora africana e Acacia sp. Inoltre, alcuni boschetti di Euphorbia balsamifera sparsi qua e là costituiscono un rifugio per le gazzelle, gli eritrocebi e gli sciacalli della riserva.

## Fauna
Costituita originariamente da diverse specie, la fauna di questa regione comprende oggi solamente alcune popolazioni relitte di gazzella dorcade, eritrocebi, sciacalli, fennec, rettili, ecc. La riserva è stata inoltre selezionata per trasferire una popolazione di giraffe dell'Africa occidentale, una specie presente nell'area fino alla fine degli anni '60. I primi otto esemplari sono già stati reintrodotti alla fine del 2018.
Tra i principali rappresentanti dell'avifauna ricordiamo l'avvoltoio orecchiuto, il grifone di Rüppell, l'otarda di Nubia, il capovaccaio, l'otarda d'Arabia, l'avvoltoio cappuccino e varie specie di uccelli migratori e stanziali.

## Popolazione
La popolazione della regione è costituita da hausa, tuareg e fulbe, che si dedicano soprattutto all'allevamento. Il commercio è poco sviluppato ed è organizzato a livello dei mercati settimanali.